# Kulturministerium
Unter Kulturministerium versteht man ein Ministerium, das sich um die Angelegenheiten der Kulturpolitik kümmert. Neben den allgemeinen Agenden (Kulturförderung, Veranstaltungswesen und Ähnlichem) umfasst das Portefeuille in vielen Staaten im Besonderen das Kulturerbe (Kulturerbeministerium, also Denkmalschutz).
Sonderfälle sind Ministerien mit dem Schwerpunkt auf der nationalen Volkskultur (Ministerium für Volkskultur) oder auf Angelegenheiten der Künste (Kunstministerium).

## Liste
| Land                   | Ministerium oder Behörde                                                                                               | kurz                 | Portefeuilles und Anmerkungen | Minister                                                        |
| ---------------------- | --- | -------------------- | --- | --------------------------------------------------------------- |
| Äthiopien              | Ministry of Youth, Culture & Tourism                                                                                   | MYSC                 | Jugend, Kultur und Tourismus |                                                                 |
| Brasilien              | Ministério da Cultura                                                                                                  | MinC                 | Kultur, Kulturelles Erbe, Baudenkmäler, Volkskunst | siehe Liste                                                     |
| Dänemark               | Kulturministeriet |                      | |                                                                 |
| Deutschland            | — (Kulturhoheit der Länder) stattdessen: Beauftragter der Bundesregierung für Kultur und Medien                        | BKM                  | Kultur und Medien | für BKM, siehe Amtsinhaber dort                                 |
| Estland                | Kultuuriministeerium                                                                                                   |                      | Kultur und Sport |                                                                 |
| Finnland               | Opetus- ja kulttuuriministeriö                                                                                         |                      | Bildung und Kultur |                                                                 |
| Frankreich             | Ministère de la Culture et de la Communication                                                                         |                      | Kulturelles Erbe und Sprachen |                                                                 |
| Gambia                 | Ministry of Tourism & Culture                                                                                          | MOTC                 | Tourismus und Kultur |                                                                 |
| Griechenland           | Ipurgeio Paideias, Threskeumaton, Politismo kai Athletikon Υπουργείο Παιδείας, Θρησκευμάτων, Πολιτισμού και Αθλητισμού | ΥΠΘΠΑ minedu         | Bildung, Religion, Kultur und Sport seit 2012 | Ipurgos Politismo Υπουργός Πολιτισμού                           |
| Indonesien             | Kementerian Pariwisata dan Ekonomi Kreatif                                                                             | Parekraf             | Kultur und Tourismus |                                                                 |
| Irland                 | Department of Arts, Heritage and the Gaeltacht                                                                         |                      | Kunst, Kulturelles Erbe und Gälische Kultur |                                                                 |
| Italien                | Ministero della Cultura                                                                                                | MiC                  | Kultur |                                                                 |
| Japan                  | Mombu-Kagaku-shō 文部科学省                                                                                            | MEXT 文科省 Monkashō | Bildung, Kultur, Sport, Wissenschaft und Technologie |                                                                 |
| Kanada                 | Department of Canadian Heritage/Ministère du Patrimoine canadien                                                       | Canadian Heritage    | Kultur, Medien, Sport und Kunst |                                                                 |
| Katar                  | Ministry of Culture, Arts and Heritage                                                                                 | MOC                  | Kultur, Kunst und Kulturerbe | Ministry of Culture, Arts and Heritage                          |
| Liechtenstein          | Ministerium für Gesellschaft und Kultur                                                                                |                      | |                                                                 |
| Litauen                | Kultūros ministerija                                                                                                   |                      | |                                                                 |
| Luxemburg              | Ministère de la Culture                                                                                                |                      | | Ministre de la Culture                                          |
| Mauritius              | Ministry of Arts and Culture                                                                                           | MAC                  | Kunst und Kultur | Minister of Arts and Culture                                    |
| Namibia                | Ministry of Education, Arts & Culture                                                                                  | MEAC                 | Bildung, Kunst und Kultur | Anna Nghipondoka                                                |
| Neuseeland             | Ministry for Culture & Heritage Manatū Taonga                                                                          | MCH                  | Kultur und Kulturerbe | Minister for Culture & Heritage                                 |
| Niederlande            | Ministerie van Onderwijs, Cultuur en Wetenschap                                                                        | MINOCW               | Bildung, Kultur und Wissenschaft | Minister van Onderwijs                                          |
| Norwegen               | Kultur- og likestillingsdepartementet                                                                                  | KUD                  | | siehe Liste                                                     |
| Österreich             | Bundesministerium für Kunst, Kultur, öffentlichen Dienst und Sport                                                     | BMKÖS                | Kunst, Kultur, Öffentlicher Dienst und Sport | Bundesminister für Kunst, Kultur, öffentlichen Dienst und Sport |
| Osttimor               | Ministerium für höhere Bildung, Wissenschaft und Kultur                                                                | MESCC                | Höhere Bildung, Wissenschaft und Kultur Das Ressort Kultur wurde zeitweise dem Tourismusministerium untergestellt                                                               | siehe Liste                                                     |
| Pakistan               | Ministry of Culture, National Heritage and Integration وزارث ثقافت                                                     | MoCul                | Kultur, Kulturerbe und Integration |                                                                 |
| Polen                  | Ministerstwo Kultury i Dziedzictwa Narodowego                                                                          |                      | Kultur und kulturelles Erbe |                                                                 |
| Portugal               | Ministério da Cultura                                                                                                  | MC                   | |                                                                 |
| Rumänien               | Ministerul Culturii și Identității Naționale                                                                           | MCIN                 | Ministerium für Kultur und nationale Identität |                                                                 |
| Russland               | Ministerstwo Kultury Rossijskoi Federazii Министерство Культуры Российской Федерации                                   | Minkultury Rossii    | Kultur, Kunst, Film, Tourismus | Ministr Kultury Rossijskoi Federazii                            |
| Schweden               | Kulturdepartementet |                      | |                                                                 |
| Spanien                | Ministerio de Educación, Cultura y Deporte                                                                             |                      | Bildung, Kultur und Sport |                                                                 |
| Südafrika              | Department of Arts and Culture                                                                                         | DAC                  | Kunst und Kultur | Minister of Arts and Culture                                    |
| Südkorea               | Munhwa Cheyuk Gwangwang-bu 문화체육관광부                                                                              | MCST                 | Kultur, Sport und Tourismus |                                                                 |
| Türkei                 | Kültür ve Turizm Bakanlığı                                                                                             |                      | Kultur und Tourismus |                                                                 |
| Tschechien             | Ministerstvo kultury                                                                                                   |                      | |                                                                 |
| Vereinigtes Königreich | Department for Culture, Media and Sport                                                                                | DCMS                 | Digitales, Kultur, Medien und Sport 4 Minister: Sport, Medien und Kreativwirtschaft; Kunst, Kulturerbe und Tourismus; Digitales und Breitbandnetz; Zivilgesellschaft und Kultur | Secretary of State for Culture                                  |

## Historische Staaten
- Deutsche Demokratische Republik: Ministerium für Kultur

## Ministerien für Volkskultur
Ministerien, die sich speziell um die nationale Kultur kümmern

Siehe auch:
- Minderheitenministerium – zu Angelegenheiten der nationalen Indigenen Völker
  -  Neuseeland: Ministry of Māori Development – Te Puni Kōkiri – TPK, für Entwicklung der Angelegenheiten der Māori
- Religionsministerium – zu religiöser Kultur
- Integrationsministerium – zur Integration der Kulturen
- Diasporaministerium – zu Auslands-Staatsangehörigen

im Allgemeinen:
- Frankreich: Ministère de la Culture et de la Communication, für Kulturelles Erbe und Kommunikation, insbesondere die Sprachen Frankreichs
- Irland: Department of Arts, Heritage and the Gaeltacht, für Kunst, Kulturelles Erbe und Gälische Kultur
- Trinidad und Tobago: Ministry of The Arts and Multiculturalism[11] – seit 2010

historisch:
- Italien: 1937–1945 Ministero della Cultura Popolare (Minculpop) – 1934 als Staatssekretariat für Presse und Propaganda